# La dotta ignoranza
La dotta ignoranza (in latino «De docta ignorantia») è un'opera del filosofo tedesco Nicola Cusano, scritta nel 1440.
Si compone di 3 libri: dedicati a Dio (libro I), all'universo (libro II) e a Gesù Cristo (libro III). Più in generale, il concetto di “dotta ignoranza” fa parte della cosiddetta teologia naturale.

## Temi e contenuto
Il punto di partenza di Nicola Cusano è determinare la natura della conoscenza, prendendo come modello la conoscenza matematica. La possibilità della conoscenza sta nella proporzione tra l’ignoto e il conosciuto. Possiamo giudicare ciò che non sappiamo solo in relazione a ciò che sappiamo; ma questo è possibile solo se ciò che ancora non sappiamo ha una certa proporzionalità (cioè omogeneità) con ciò che sappiamo. La conoscenza è tanto più facile quanto più vicine alle cose conosciute sono quelle che cerchiamo. Da ciò consegue il fatto che quando ciò che ignoriamo non ha alcuna proporzione con la conoscenza in nostro possesso, non ci resta che proclamare la nostra ignoranza.
Questo riconoscimento dell'ignoranza, questo “so di non sapere”, che Nicola Cusano collega all'antica saggezza di Pitagora, Socrate, Aristotele e alla saggezza biblica di Salomone ( Ecclesiaste , I, VIII), viene chiamato "dotto ignoranza", secondo un ossimoro preso a prestito da Sant'Agostino (Lettera CXXX). L'ignoranza colta è del resto l'unico atteggiamento possibile verso l'essere, cioè verso Dio . Dio, infatti, è il grado più alto dell'essere e, in generale, di ogni perfezione: Dio è ciò che nulla può superare. Come aveva già affermato Duns Scoto (in Opus oxoniense, II, d.1, q.4, n. 26), Dio è l'infinito. Ora, tra l'infinità di Dio e la finitezza dell'uomo non può esserci alcuna proporzione. L'uomo può infatti avanzare indefinitamente per tappe successive di conoscenza verso la verità, queste tappe saranno di per sé sempre finite e la verità è al suo livello infinito. Sicché la verità sfuggirà sempre necessariamente allo sforzo umano di comprenderla. Tra la conoscenza umana e la verità ritroviamo lo stesso rapporto che esiste tra i poligoni inscritti e circoscritti alla circonferenza: anche se moltiplicassimo all'infinito i lati del poligono, certamente si avvicinerebbero indefinitamente alla circonferenza, ma non si identificherebbero mai con essa.
Nicola Cusano sostiene quindi che la Verità, nel suo carattere assoluto e necessario, sarà sempre al di là della conoscenza, che è la pura possibilità di stabilire proporzioni definite  (Della dotta ignoranza, I, 3). Il trattato sulla Docta Ignorantia presuppone così l'incommensurabilità (non proporzionalità) tra l'essere in quanto tale e la conoscenza umana o, se si preferisce, l'assoluta trascendenza dell'essere che resta un valore o una norma ideale che l'uomo non può né raggiungere né possedere.
Ma ciò che è fuori dalla portata dell’uomo è ancora nel potere di Dio. Stordita dall'infinità divina e dalla perpetua inadeguatezza dei suoi approcci congetturali, la mente può tuttavia fare affidamento sul rapporto reale tra creazione e incarnazione, che sono i temi del secondo e terzo libro della Dotta ignoranza. La teologia, inizialmente puramente speculativa, diventa improvvisamente “positiva”, poiché pensa Dio a partire da Dio, basandosi non sui tentativi dell'uomo di andare a Dio, ma sul modo divino di uscire da sé stesso.

## Fortuna dell'opera
L'opera ha avuto un importante influsso sull'umanesimo e sulla filosofia rinascimentale in Europa.